# José Pablo Varela
José Pablo Varela Rebollo (Florida, 29 maggio 1988) è un calciatore uruguaiano, attaccante del Racing Montevideo.